# Benigno Luigi Papa

Erzbischofswappen von Benigno Luigi Papa

Benigno Luigi Papa OFMCap (* 25. August 1935 in Spongano, Provinz Lecce; † 6. März 2023 in Martina Franca, Provinz Tarent) war ein italienischer Ordensgeistlicher und römisch-katholischer Erzbischof von Tarent.

## Leben
Benigno Luigi Papa wurde in Spongano geboren und in der dortigen Pfarrkirche San Giorgio am 7. September 1935 getauft und am 31. Mai 1942 durch den Erzbischof von Otranto, Cornelio Sebastiano Cuccarollo OFMCap, gefirmt. Papa trat am 21. Oktober 1950 in Giovinazzo der Ordensgemeinschaft der Kapuziner bei. Er besuchte die Kleinen Seminare der Kapuziner in Giovinazzo und in Scorrano. Am 24. August 1952 wurde er eingekleidet. Nachdem er das Noviziat in Alessano absolviert hatte, legte er dort am 30. August 1953 die einfache und am 2. September 1956 in Scorrano die feierliche Profess ab. Papa studierte Philosophie und Katholische Theologie am ordenseigenen Priesterseminar Santa Fara in Bari. Der Erzbischof von Bari und Canosa, Enrico Nicodemo, erteilte ihm am 23. November 1957 in der Kirche Santa Fara in Bari die niederen Weihen und weihte ihn am 20. Oktober 1960 zum Subdiakon und am 10. Januar 1961 zum Diakon. Am 25. März 1961 empfing Papa in der Kirche Santa Fara in Bari durch den Erzbischof von Bari und Canosa, Enrico Nicodemo, das Sakrament der Priesterweihe. Nach weiterführenden Studien erwarb er 1963 an der Päpstlichen Universität Gregoriana in Rom ein Lizenziat im Fach Dogmatik und 1965 am Päpstlichen Bibelinstitut ein Lizenziat im Fach Bibelwissenschaft.
Papa wirkte zunächst ab 1966 als Vizerektor des Theologischen Instituts Santa Fara in Bari und ab 1967 als Präfekt am dazugehörenden Priesterseminar, bevor er 1970 lokaler Präfekt, Definitor und Vikar des Provinzialvikars wurde. Ab 1973 war Benigno Luigi Papa Guardian des Konvents Santa Fara und Provinzialvikar. Daneben wurde er 1974 am Studium Biblicum Franciscanum in Jerusalem bei Wolfgang Pax OFM mit der Arbeit Tensioni e unità della Chiesa negli Atti degli Apostoli („Spannungen und Einheit der Kirche in der Apostelgeschichte“) zum Doktor der Theologie im Fach Biblische Theologie promoviert. Ferner war Papa ab 1974 zusätzlich im ordenseigenen Sekretariat für die Evangelisierung tätig sowie ab 1977 als Berater des Studiensekretariats und als lokaler Verantwortlicher für die Berufungspastoral der Kapuziner. 1976 war er Delegat seiner Ordensprovinz beim Generalkapitel. Darüber hinaus lehrte Papa bereits ab 1966 am Theologischen Institut Santa Fara in Bari und später zudem an der Päpstlichen Hochschule Antonianum in Rom.
Neben seinen ordensinternen Aufgaben war Benigno Luigi Papa im Erzbistum Bari und Canosa von 1974 bis 1978 Dechant der Pastoralregion IV und von 1978 bis 1981 Bischofsvikar für das geweihte Leben. Außerdem wirkte er ab 1979 als Pfarrvikar der Pfarrei Santa Fara in Bari.
Papst Johannes Paul II. ernannte ihn am 29. September 1981 zum Bischof von Mamertina-Palmi. Der Erzbischof von Turin, Anastasio Alberto Kardinal Ballestrero OCD, spendete ihm am 27. Dezember desselben Jahres in der Kirche Santa Fara in Bari die Bischofsweihe; Mitkonsekratoren waren Andrea Mariano Magrassi OSB, Erzbischof von Bari-Canosa und Bischof von Bitonto, und Aureliano Sorrentino, Bischof von Bova und Muro Lucano sowie Erzbischof von Reggio Calabria. Papa wählte den Wahlspruch In nome di Cristo („Im Namen Christi“). Die Amtseinführung in Oppido Mamertina erfolgte am 10. Januar 1982. Am 11. Mai 1990 bestellte ihn Johannes Paul II. zum Erzbischof von Tarent. Die Amtseinführung fand am 9. Juni desselben Jahres statt. Auf seine Initiative hin wurden die Kathedrale von Tarent und das Erzbischöfliche Palais restauriert sowie 2011 das Diözesanmuseum des Erzbistums Tarent errichtet. Ferner wurden unter seiner Leitung Stadtmissionen, ein diözesaner eucharistischer Kongress und das interreligiöse Treffen Un arcobaleno di pace sul Mediterraneo („Ein Regenbogen des Friedens am Mittelmeer“) abgehalten. Ebenso setzte sich Papa für die Heiligsprechung von Ägidius Maria vom Heiligen Joseph ein. Überdies war ihm die kulturelle Bildung des Klerus ein besonderes Anliegen. Außerdem war Benigno Luigi Papa Prior der Komturei Tarent des Ritterordens vom Heiligen Grab zu Jerusalem.
In der Italienischen Bischofskonferenz gehörte Benigno Luigi Papa zunächst von 1982 bis 1985 der gemeinsamen Kommission der Bischöfe und Ordensleute an. Später leitete er die Kommission für das geweihte Leben und die gemeinsame Kommission der Bischöfe und Ordensleute (1985–1990 und 2000–2002) sowie die Kommission für die Familie (1991–1994). Von 2002 bis 2007 fungierte Papa als Vizepräsident der Italienischen Bischofskonferenz für Süditalien. Darüber hinaus leitete er in der regionalen Bischofskonferenz der Kirchenregion Apulien von 1990 bis 1994 die Kommission für Arbeit und Soziales. Von 1994 bis 1999 war er Vorsitzender der regionalen Bischofskonferenz der Kirchenregion Apulien. Anschließend war er Vorsitzender der Kommission für das regionale Priesterseminar in Molfetta.
Papst Benedikt XVI. nahm am 21. November 2011 das von Benigno Luigi Papa aus Altersgründen vorgebrachte Rücktrittsgesuch an. Bis zur Amtseinführung seines Nachfolgers Filippo Santoro am 5. Januar 2012 leitete er das Erzbistum Tarent weiter als Apostolischer Administrator. Vom 4. April 2016 bis zur Amtseinführung des neuen Erzbischofs am 7. Januar 2017 war Papa während der Sedisvakanz Apostolischer Administrator des Erzbistums Messina-Lipari-Santa Lucia del Mela.
Benigno Luigi Papa starb im März 2023 in der Casa San Paolo in Martina Franca und wurde in der Krypta der Kathedrale von Tarent beigesetzt.

## Schriften
- La Cristologia dei Sinottici e degli Atti degli Apostoli. Favia, Bari 1972, OCLC 1203388533.
- Tensioni e unità della Chiesa negli Atti degli Apostoli (= Facultas theologica. Sectio biblica in Jerusalem. Theses ad lauream. Band 246). Pontificio Ateneo Antoniano, Rom 1976, OCLC 878214692.
- Tensioni e unità della Chiesa. Ricerca storico-teologica negli Atti degli Apostoli. Ecumenica Editrice, Cassano Murge 1976, OCLC 1203439136.
- La prima comunità cristiana dalla morte di Gesù ai primi scritti del NT. Aurora, Bari 1979.
- Atti degli Apostoli. Commento pastorale (= Lettura pastorale della Bibbia. Band 10). EDB, Bologna 1981, OCLC 797726001.
- La libertà secondo lo Spirito. Appunti di antropologia paolina. Tipografia Marafioti, Polistena 1985.
- L’identità del presbitero. Tipografia Marafioti, Polistena 1989.
- Vi annuncio il risorto. Magistero di un vescovo del sud (= Lettere e scritti di pastori). EDB, Bologna 1992, ISBN 978-88-10-80754-5.
- Carissime famiglie, questo mistero è grande. Cantagalli, Siena 2003, ISBN 978-88-8272-139-8.
- Benigno Luigi Papa: In nome di Cristo. Il Ministero episcopale nella diocesi di Oppio Mamertina-Palmi e nell’Arcidiocesi di Taranto. Hrsg.: Alessandro Greco. 5 Bände. VivereIn, Rom 2006, ISBN 978-88-7263-272-7.
- Il ministero della consolazione. Fondamento teologico e valenza pastorale di un servizio ecclesiale pienamente evangelico e umanamente promozionale. SDS-Servi della sofferenza, San Giorgio Jonico 2011, ISBN 978-88-96106-22-8.
- Benigno Luigi Papa, Filippo Urso: Parrocchia, comunità sanata e sanante. L’animazione del territorio parrocchiale nei nuovi scenari in sanità. SDS-Servi della sofferenza, San Giorgio Jonico 2013, ISBN 978-88-96106-36-5.
- La dimensione missionaria nella Evangelii Gaudium. VivereIn, Monopoli 2014, ISBN 978-88-7263-489-9.
- La mansuetudine di Cristo. Commento ai Vangeli festivi. Anno C. Libreria Editrice Vaticana, Vatikanstadt 2018, ISBN 978-88-266-0207-3.
- „L’Ora di Gesù“ Il Signore diventa il mio tempo. Meditazioni sull’Eucaristia. Edizioni Sant’Antonio, Saarbrücken 2019, ISBN 978-6-13839284-2.
- Lo straniero nella Bibbia. Fondazione Migrantes, Todi 2020, ISBN 978-88-6244-908-3.
- Don Tonino Bello. Edizioni Palumbi, Teramo 2020, ISBN 978-88-7298-100-9.
- A scuola di sinodalità negli Atti degli Apostoli. VivereIn, Rom 2022.